# جوستافينهو
جوستافو ريبيرو نيفيس أو جوستافو نيفيس والمعروف بإسم جوستافينهو هو لاعب كرة قدم برازيلي ولد بتاريخ 23 أبريل 2004 في غويانيا، البرازيل.

## مسيرته
بدأ مسيرته في نادي غوياس للشباب ثم تعاقد معه ريد بل براغانتينو للشباب وتم تصعيده للفريق الأول.

## وصلات
جوستافينهو على موقع قاعدة بيانات كرة القدم.إي يو (الإنجليزية)
- جوستافينهو على موقع Soccerway.com (الإنجليزية)